# Pablo Sorozábal Mariezcurrena

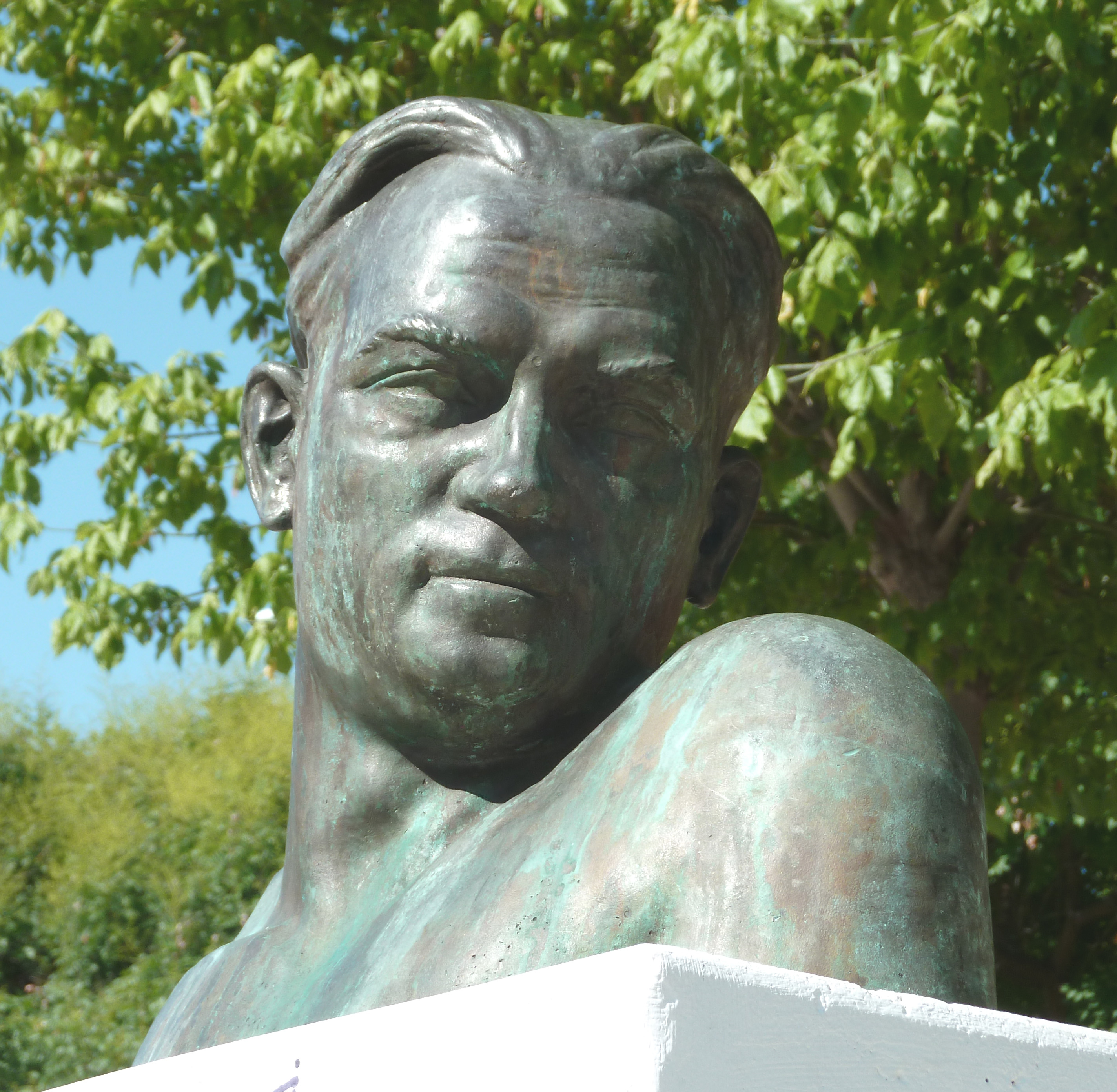
Buste van Pablo Sorozábal (Madrid)

Pablo Sorozábal Mariezcurrena (San Sebastian, Gipuzkoa, 18 september 1897 – Madrid, 26 december 1988) was een Spaans componist en dirigent.

## Levensloop
Als klein jongetje kreeg hij al wat les voor muziektheorie, piano en viool aan de Academie voor Schone Kunsten van San Sebastian, onder meer bij Alfredo Larrocha en Germán Cendoya.
Hij speelde samen met Juan Telleria (piano) en Santos Gandía (cello) in bioscopen, cafés en bars; later speelde hij onder de leiding en de invloed van Fernández Arbós in het Orquesta del Gran Casino te San Sebastian. Omdat de Baskische taal officieel verboden werd, heeft hij deze taal niet kunnen leren. Dat was een blamage voor hem en hij schaamde zich daarvoor tot aan het einde van zijn leven.
Met een kwartet schreef hij zich in van de klas voor harmonie en compositie van Beltrán Pagola. In 1919 vertrok hij naar Madrid en speelde daar in het Orquesta Filarmónica de Madrid. Door dit orkest werd in 1920 ook zijn Capricho español uitgevoerd. Een studiebeurs van de overheid gaf hem de mogelijkheid in Duitsland, in Leipzig bij Stephan Krell en Hans Sitt en in Berlijn te studeren. Daarbij prefereerde Sorozábal Mariezcurrena in Berlijn als compositieleraar Friedrich Koch boven Arnold Schönberg, wiens theorieën hem niet bevielen. In Duitsland maakte hij ook zijn debuut als dirigent met het Gotrian Steinweg Orchester. Tot de beste werken die hij in Duitsland gecomponeerd heeft, behoren Suite vasca (1923), Dos apuntes Vascos (1925) en Variaciones Sinfónicas (1927).
Terug in Spanje leidde hij als dirigent verschillende concerten tijdens de wereldtentoonstelling in Sevilla in 1929. Verder had hij met het toneelwerk Katiuska (1931) in Barcelona zowel in de bioscoop Cine Astoria alsook in het Rialto in Madrid in 1932 groot succes. Verdere successen waren La del Manojo de Rosas (1934) in Madrid en La Tabernera del Puerto (1936) in Barcelona.
Hij huwde in 1933 met de zangeres Enriqueta Serrano, die in Madrid de hoofdrol in zijn Katiuska gezongen had.
In 1936 werd hij door het stadsbestuur van Madrid aangewezen als opvolger van de overleden Ricardo Villa González, dirigent van de befaamde Banda Municipal de Madrid. Hij debuteerde met dit orkest op 28 mei 1936 tijdens de LX conférence de Hautes Études Internationales in het stadhuis van Madrid. Dit concert werd herhaald op 31 mei 1936 in het park Retiro. Al in het volgende jaar verzorgde hij 56 concerten met dit orkest. Op 1 mei 1937 werd in het Gran Teatro Liceo te Barcelona bij een gezamenlijk concert van de Banda Municipal de Madrid en de Banda Municipal de Barcelona onder leiding van Enrique Morera de Sardana La Santa Espina van Joan Lamote de Grignon y Bocquet uitgevoerd.
Sorozábal Mariezcurrena had liberale sympathieën tijdens de Spaanse Burgeroorlog en dat bracht hem na de oorlog in een sociaal isolement. Zijn zarzuelas van deze periode werden buiten Madrid of in de minder bekende theaters van Madrid uitgevoerd. Ook zijn baan als dirigent van het Madrileense symfonieorkest werd plotseling in 1952 beëindigd, toen hij de Symfonie no. 7 "Leningrad" van Dmitri Sjostakovitsj voor een concert programmeerde.
Sorozábal Mariezcurrena is de controversieelste onder de grote zarzuelacomponisten. Zijn stijl is beïnvloed door Claude Debussy en Giacomo Puccini, maar ook door Emmerich Kálmán, George Gershwin en de musical. De fusie van deze deels uiteenlopende elementen is een bijzonder kenmerk van hem.
Het Conservatorio Profesional de Música "Pablo Sorozábal" de Puertollano draagt de naam van de componist.

## Composities

### Werken voor orkest
- 1921 Capricho español
- 1922 Arrosa lilia
- 1922 Bentara noa
- 1922 Kuku bat badut
- 1925 Dos apuntes Vascos
  1. Mendian
  2. Txistulariak
- 1925 Gabiltzan kalez kale
- 1925 Bigarren kalez kale
- 1925 Baserritarra
- 1927 Variaciones sinfónicas sobre un tema vasco "Aoriñoa, norat hoa"
- 1927 Gernikako Arbola
- 1951 Victoriana, suite uit het ballet
- Zortziko de las bateleras

### Werken voor banda (harmonieorkest)
- Fantasía uit "Don Manolito"
- Preludio uit 2e act "Los Burladores"
- Fantasía uit "La del manojo de rosas"
- Selección uit "La del manojo de rosas"

### Toneelwerken

#### Opera's
| Voltooid in | titel              | aktes   | première                | libretto                                                       |
| ----------- | ------------------ | ------- | ----------------------- | -------------------------------------------------------------- |
| 1933        | Adiós a la bohemia | 1 akte  | 27 oktober 1933, Madrid | Pío Baroja                                                     |
| 1964        | Pepita Jiménez     | 3 aktes |                         | Francis Burdett Money Coutts, naar een novelle van Juan Valera |
| 1979        | Juan José          | 3 aktes |                         | van de componist, naar een Drama van José Dicenta              |

#### Operettes
| Voltooid in | titel                 | aktes   | première      | libretto                              |
| ----------- | --------------------- | ------- | ------------- | ------------------------------------- |
| 1933        | La isla de las perlas | 2 aktes | 7 maart 1933, | González del Castillo en Martí Alonso |

#### Zarzuela's
| Voltooid in | titel                                               | aktes              | première                                         | libretto                                                                         |
| ----------- | --------------------------------------------------- | ------------------ | ------------------------------------------------ | -------------------------------------------------------------------------------- |
| 1930-1931   | Katiuska la mujer rusa                              | 2 aktes            | 27 januari 1931, Barcelona, Teatro Victoria      | Emilio González del Castillo en Manuel Martí Alonso                              |
| 1931        | La guitarra de Figaro                               | 1 akte             |                                                  | Ezequiel Endériz en Joaquín F. Roa                                               |
| 1934        | Sol en la cumbre                                    | 2 aktes            |                                                  | Anselmo Cuadrado Carreño                                                         |
| 1934        | La del manojo de rosas                              | 2 aktes            | 13 november 1934, Madrid, Teatro Fuencarral      | Francisco Ramos de Castro en Anselmo Cuadrado Carreño                            |
| 1935        | No me olvides                                       | 3 aktes            | 1935], Madrid, Teatro de la Zarzuela             | Federico Romero en Guillermo Fernández Shaw                                      |
| 1935        | La casa de las tres muchachas                       | 3 aktes            | 1935, Madrid, Teatro de la Zarzuela              | José Tellaeche en Manuel de Góngora                                              |
| 1936        | La tabernera del puerto                             | 3 aktes            | april 1936, Barcelona, Teatro Tivoli             | Federico Romero Sarachaga en Guillermo Fernández-Shaw Iturralde                  |
| 1939        | ¡Cuidado con la pintura!                            | 1 akte             | 9 december 1939, Valencia                        | Eugenio Sotillos en Antonio Ayné                                                 |
| 1941        | La Rosario                                          | 1 akte             |                                                  |                                                                                  |
| 1942        | Black el payaso                                     | proloog en 3 aktes | april 1942, Barcelona, Coliseum                  | Francisco Serrano Anguira                                                        |
| 1943        | Don Manolito                                        | 2 aktes            | 24 april 1943, Madrid, Teatro Reina Victoria     | Luis Fernández de Sevilla en Anselmo Cuadrado Carreño                            |
| 1945        | La eterna canción                                   | 2 aktes            | 21 januari 1945, Barcelona, Teatro Principal     | Luis Fernández de Sevilla                                                        |
| 1948        | Los burladores                                      | 3 aktes            | 10 december 1948                                 | Serafín Álvarez Quintero en Joaquin Álvarez Quintero                             |
| 1950        | Entre Sevilla y Triana                              | 2 aktes            | 8 april 1950, Madrid, Teatro circo Price         | Luis Fernández de Sevilla en Luis Tejedor                                        |
| 1951        | Brindis                                             | 2 aktes            | 14 december 1951, Madrid, Teatro Lope de Vega    | Luis Fernández de Sevilla en Luis Tejedor                                        |
| 1954        | La ópera de Mogollón                                | 1 akte             | 2 december 1954, Madrid, Teatro Fuencarral       | Ramón Peña                                                                       |
| 1954        | San Antonio de la Florida                           | 1 akte             |                                                  |                                                                                  |
| 1958        | Las de Caín; samen met: Pablo Sorozábal Serrano jr. | 3 aktes            | 23 december [1958, Madrid, Teatro de la Zarzuela | Lola Rodríguez Aragón, naar Serafín Álvarez Quintero en Joaquin Álvarez Quintero |

### Werken voor koor
- 1923 Suite vasca, voor koren en orkest, op. 5
  1. Kattalin Berrobikoa
  2. Kun-kun
  3. Sorgin dantza
- 1946 Maite, uit de film Jai-Alai, voor koor en orkest
- 1952 Nekatxena, koraalsuite
- 1963/1978 Euskalerria (¡Ay tierra vasca!), voor koor en orkest
- 1966 Gernika, cantate voor gemengd koor en orkest
- Urzo Luma
- Begi Urdin
- Kanta Berri

### Vocale muziek
- 1929 Siete Lieder, voor mezzosopraan en orkest - tekst: Heinrich Heine
  1. Ametsetan
  2. Hotz eta isiltsu
  3. Zure moxuan
  4. Lotoren lorak
  5. Ez dot sinesten
  6. Eres dagie txilibituek
  7. Agertu-jatan orrila

### Kamermuziek
- 1988 Variaciones para Quinteto de viente, voor blazerskwintet
- Cuarteto en Fa
- Eresi, Canto Popular Vasco, voor viool en piano
- Inguruko, Danza Vasca, voor viool en piano

### Filmmuziek
- 1954 Marcelino, pan y vino
- 1960 María, matrícula de Bilbao
- Belle époque
- Jai-Alai

## Publicaties
- Pablo Sorozábal Mariezcurrena: Mi vida y mi obra. 2ª ed. Madrid. Fundación Banco Exterior. 1989. 364 p. ISBN 8450535611
- Pablo Sorozábal Mariezcurrena: La última palabra. Rubí Anthropos, Editorial del Hombre. 1987. 214 p. ISBN 8476580576
- Pablo Sorozábal Mariezcurrena: Cuaderno dirección la eterna canción. Madrid, Teatro Español. 2005. 104 p. ISBN 8487744184